# مجازی سازی پروتکل شبکه
"این مقاله درحال ترجمه از ویکی انگلیسی است لطفاً حذف نشود."
مجازی‌سازی پروتکل شبکه یا همان مجازی‌سازی پشته‌ی پروتکل شبکه مفهومی از ارائه‌ی اتصالات شبکه به‌عنوان یک سرویس است، بدون این‌که برنامه‌نویس برنامه در مورد ترکیب دقیق پشته‌ی ارتباط تصمیمی بگیرد.

## مفهوم
مجازی سازی پروتکل شبکه (ان‌وی‌تی) ابتدا توسط هیوشکل و همکاران ارائه شد. در سال ۲۰۱۵ به‌عنوان یک طرح کلی به‌عنوان بخشی از یک مفهوم انتقال برای پشته‌های پروتکل شبکه  این مفهوم تکامل یافت و در سال ۲۰۱۸ در حالت قابل استقرار منتشر شد .
ایده‌ی کلیدی این است که برنامه‌ها را از پشته‌های ارتباطی خود جدا کنید. امروزه سوکت ای‌‌پی‌آی به توسعه‌دهنده‌ی برنامه نیاز دارد که پشته‌ی ارتباطی را با انتخاب بین IPv4/IPv6 و UDP/TCP به‌صورت دستی بسازد. ان‌وی‌پی پیشنهاد می‌کند که پشته‌ی پروتکل شبکه باید برای محیط شبکه مشاهده‌شده (مثلاً فناوری لایه‌ی پیوند، یا عملکرد فعلی شبکه) تنظیم شود. بنابراین، پشته‌ی شبکه نباید در زمان توسعه ساخته شود، بلکه باید در زمان اجرا ساخته شود و درصورت نیاز به امکان تطبیق آن نیاز دارد.
علاوه‌براین، جداسازی زنجیره‌های مدل لایه‌ی شبکه ISO OSI را شل می‌کند و بنابراین مفاهیم جایگزین پشته‌های ارتباطی را ممکن می‌سازد. هیوشکل و همکاران مفهوم جعبه‌های میانی لایه‌ی برنامه را به‌عنوان مثالی برای افزودن لایه‌های اضافی به پشته ارتباطی برای غنی‌سازی ارتباطات با خدمات مفید پیشنهاد می‌کنند (به‌عنوان مثال بهینه‌سازی HTTP  ).
در مجازی سازی پروتکل شبکه، برنامه‌ها از طریق نوعی API به نرم‌افزار NPV متصل می‌شوند. هیوشکل و همکاران جایگزین‌های معادل سوکت API را پیشنهاد کردند اما رابط‌های پیچیده‌تری را برای برنامه‌های آینده متصور بود. یک زمان‌بند، بار برنامه کاربردی را به‌یکی (از بین تعداد زیادی) پشته ارتباطی اختصاص می‌دهد تا به بسته‌های شبکه پردازش شود، که با استفاده از سخت‌افزار شبکه ارسال می‌شوند. یک جزء مدیریتی تصمیم می‌گیرد که چگونه پشته‌های ارتباطی و طرح زمان‌بندی تشکیل شوند. برای حمایت از تصمیمات، یک رابط مدیریتی برای ادغام سیستم مدیریت در زمینه‌های شبکه‌ی تعریف شده توسط نرم‌افزار ارائه شده است.
ان‌وی‌‌پی بیش‌تر به‌عنوان عنصر اصلی سناریوهای LPWAN اینترنت اشیا (IoT) مورد بررسی قرار گرفته‌است. به‌طور خاص، استقرار برنامه‌هایی که به لایه‌های حمل‌ونقل، شبکه، پیوند و فیزیکی زیربنایی ارتباط دارند، توسط رولاندو هررو در سال ۲۰۲۰ مورد بررسی قرار گرفت. دراین‌زمینه، NPV به‌ابزاری بسیار موفق و انعطاف‌پذیر برای انجام استقرار و مدیریت حسگرها، محرک‌ها و کنترل‌کننده‌های محدود در شبکه‌های دسترسی عظیم اینترنت اشیا تبدیل می‌شود.

## پیاده سازی
درحال‌حاضر فقط یک پیاده‌سازی آکادمیک برای نشان دادن این مفهوم وجود دارد. هیوشکل و همکاران این پیاده‌سازی را به‌عنوان نمایشگر در سال ۲۰۱۶منتشر کردند. آخرین تکرار این کد تحت AGPLv3 در گیت‌هاب در دسترس است.

## همچنین ببینید
- مجازی‌سازی اپلیکیشن
- مجازی‌سازی سخت‌افزار
- مجازی‌سازی

## مراجع
1. Heuschkel, Jens; Schweizer, Immanuel; Zimmermann, Thorsten; Wehrle, Klaus; Mühlhäuser, Max (2015). "Protocol Virtualization through Dynamic Network Stacks". Proceedings of 1st Workshop on Software-Defined Networking and Network Function Virtualization for Flexible Network Management (SDNFlex).
2. Heuschkel, Jens; Wang, Lin; Fleckstein, Erik; Ofenloch, Michael; Blöcher, Marcel; Crowcroft, Jon; Mühlhäuser, Max (2015). "VirtualStack: Flexible Cross-layer Optimization via Network Protocol Virtualization". Proceedings of 43rd Local Computer Networks (LCN) IEEE.
3. Heuschkel, Jens; Forstmann, Jens; Wang, Lin; Mühlhäuser, Max (2018). "Identifying the Performance Impairment of HTTP". Proceedings of 42rd Local Computer Networks (LCN) IEEE.
4. Herrero, Rolando (2021). "Protocol stack virtualization support in IoT". Transactions on Emerging Telecommunications Technologies. 32 (11). doi:10.1002/ett.4340. S2CID 238717271.
5. Herrero, Rolando (2021). "Towards protocol stack virtualization in massive IoT deployments". Internet of Things. 14: 100396. doi:10.1016/j.iot.2021.100396. S2CID 233522611.
6. Heuschkel, Jens; Stein, Michael; Mühlhäuser, Max (2016). "VirtualStack: SDN-controlled Transparent Protocol Transitions At the Edge". Proceedings of 41rd Local Computer Networks (LCN) IEEE.

1. ↑  Heuschkel, Jens; Schweizer, Immanuel; Zimmermann, Thorsten; Wehrle, Klaus; Mühlhäuser, Max (2015). "Protocol Virtualization through Dynamic Network Stacks". Proceedings of 1st Workshop on Software-Defined Networking and Network Function Virtualization for Flexible Network Management (SDNFlex).
2. ↑  Heuschkel, Jens; Wang, Lin; Fleckstein, Erik; Ofenloch, Michael; Blöcher, Marcel; Crowcroft, Jon; Mühlhäuser, Max (2015). "VirtualStack: Flexible Cross-layer Optimization via Network Protocol Virtualization". Proceedings of 43rd Local Computer Networks (LCN) IEEE.
3. ↑  Heuschkel, Jens; Forstmann, Jens; Wang, Lin; Mühlhäuser, Max (2018). "Identifying the Performance Impairment of HTTP". Proceedings of 42rd Local Computer Networks (LCN) IEEE.
4. ↑  Herrero, Rolando (2021). "Protocol stack virtualization support in IoT". Transactions on Emerging Telecommunications Technologies. 32 (11). doi:10.1002/ett.4340.
5. ↑  Herrero, Rolando (2021). "Towards protocol stack virtualization in massive IoT deployments". Internet of Things. 14: 100396. doi:10.1016/j.iot.2021.100396.
6. ↑  Heuschkel, Jens; Stein, Michael; Mühlhäuser, Max (2016). "VirtualStack: SDN-controlled Transparent Protocol Transitions At the Edge". Proceedings of 41rd Local Computer Networks (LCN) IEEE.